# Yupana

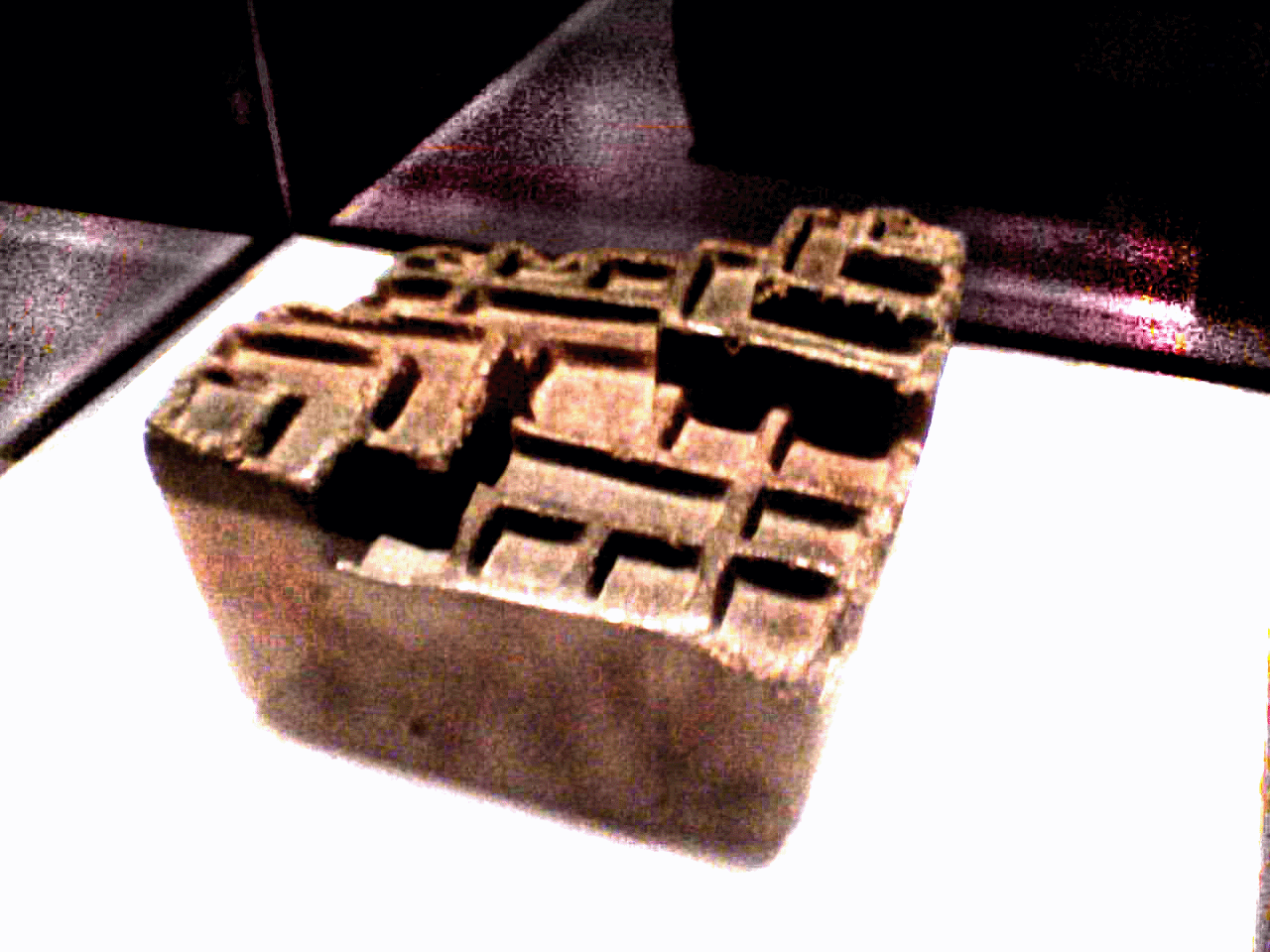
Yupana

Con la palabra yupana, derivada del quechua yupay (contar), se define comúnmente un ábaco utilizado para realizar operaciones aritméticas, que remonta a la época de los incas.

## Tipos de yupana
El término «yupana» alude a dos clases distintas de objetos:
- Yupanas arqueológicas: sistema de bandejas de diferentes tamaños y materiales, tallado en la parte superior en cajas geométricas, donde se asume se colocaron semillas o guijarros. La primera yupana de este tipo se encontró en 1869 .en la provincia de Azuay (Ecuador) y marcó el inicio de estudios sistemáticos sobre estos objetos. Todos los hallazgos arqueológicos son muy diferentes entre sí.[2]

- Yupana de Poma de Ayala: el diseño aparece en la página 360 del Primer Nueva coronica y buen gobierno, escrito por el cronista de Indias Felipe Guamán Poma de Ayala, y representa un tablero de ajedrez de 5 por 4.[3] El diseño, a pesar de tener algunas similitudes con la mayoría de las yupanas arqueológicas, presenta varias diferencias respecto a estas, como la forma rectangular de las cajas —cuando las de las yupanas arqueológicas son polígonos de distinta forma—.

- Yupanas arqueológicas fijas: Una especie de tableros empotrados en posiciones fijas en el suelo. Se han hallado yupanas de este estilo en Manchan (en Casma)) y Huacones-Vilcahuasi ( Cañete) en el Perú.

Aunque muy diferentes entre sí, la mayoría de los estudiosos que se ocuparon de las yupanas arqueológicas ampliaron sus teorías a la de Poma de Ayala y viceversa, tal vez en un intento de encontrar un hilo conductor o un método común. Cabe señalar que el Nueva coronica fue descubierto en 1916 en la biblioteca de Copenhague, y que parte de los estudios acerca del mismo se basan en teorías anteriores respecto a las «yupanas arqueológicas».

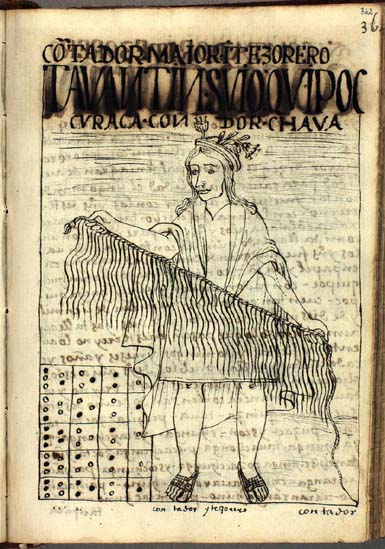
Ilustración de un «quipucamayoc» del Primer Nueva coronica y buen gobierno. En la parte inferior izquierda se observa una yupana.

## La yupana
Varios cronistas de Indias describieron, aproximadamente, el ábaco inca y su funcionamiento.
El primero fue Guaman Poma de Ayala que en 1615 escribió:

... Cuentan en tablas, numeran de cien mil y de diez mil y de ciento y de diez hasta llegar a una. De todo lo que pasan en este reino lo asienta y fiestas y domingos y meses y años. Y en cada ciudad y villa y pueblos de indios guía estos dichos contadores y tesoreros en este reino...

Además de proporcionar esta breve descripción, Poma de Ayala dibujó un contador inca sosteniendo un quipu, y con una de estas tablas a sus pies: una tabla de cinco filas y cuatro columnas, y en los cuadros una serie de círculos blancos y negros.
Por su parte, el padre jesuita José de Acosta escribió:

... pues verles otra suerte de quipos, que usan de granos de maíz, es cosa que encanta; porque una cuenta muy embarazosa, en que tendrá un muy buen contador que hacer por pluma y tinta, para ver a como les cabe entre tantos, tanto de contribución, sacando tanto de acullá y añadiendo tanto de acá, con otras cien retartalillas, tomarán estos indios sus granos y pondrán uno aquí, tres acullá, ocho no sé dónde; pasarán un grano de aquí, trocarán tres de acullá, y, en efecto, ellos salen con su cuenta hecha puntualísimamente sin errar un tilde, y mucho mejor se saben ellos poner en cuenta y razón de lo que cabe a cada uno de pagar o dar, que sabremos nosotros dárselo por pluma y tinta averiguado. Si esto no es ingenio y si estos hombres son bestias, júzguelo quien quisiere, que lo que yo juzgo de cierto es que, en aquello que se aplican, nos hacen grandes ventajas.

Y Juan de Velasco:

... estos maestros estaban usando algo así como una serie de bandejas, hecho de madera, piedra o arcilla, con diferentes separaciones, en el que ponían piedras de diferentes formas, colores y formas angulares...

## Yupanas arqueológicas

### Yupana de Chordeleg
La primera yupana-arqueológica que conocemos fue encontrada en 1869 en Chordeleg en la provincia de Azuay (Ecuador). Se trata de una tabla de madera a forma de rectángulo (33x27 cm) y contiene 17 compartimentos, de los cuales 14 cuadrados, 2 rectangulares y uno octogonal. En dos bordes de la tabla hay otros compartimientos cuadrados (12x12 cm), dispuestos simétricamente uno respecto al otro, a los que se superponen dos plataformas también cuadradas (7x7 cm). Estas estructuras se denominan torres. La tabla presenta una simetría de los compartimentos con respecto a la diagonal del rectángulo. Los cuatro lados del tablero también están grabados con figuras de cabezas humanas y un cocodrilo. Como resultado de este descubrimiento, Charles Wiener inició en 1877 un estudio sistemático de estos objetos. Wiener llegó a la conclusión que la yupana-arqueológica había de servir para calcular los impuestos que los agricultores pagaban al Imperio de los Incas.

### La yupana de Caraz

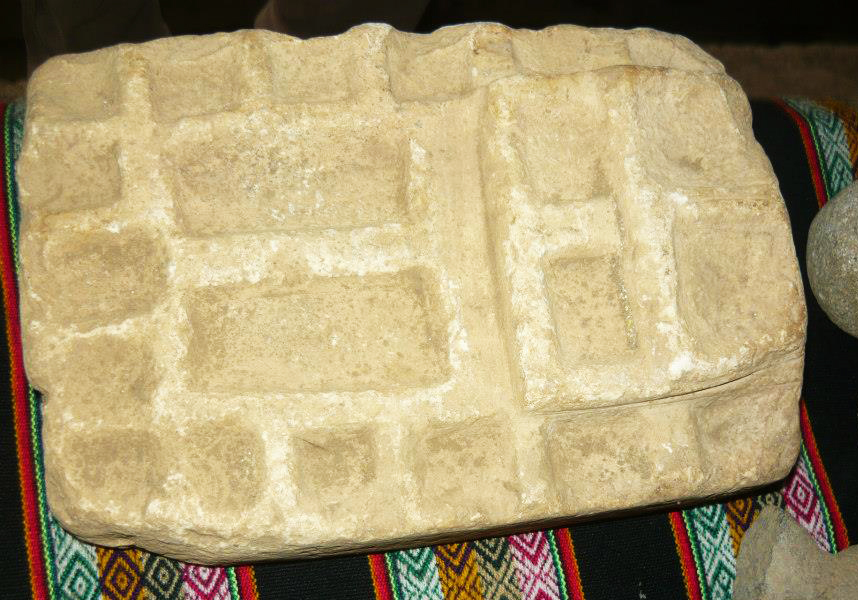
Yupana de Yauya, encontrada en el Tambo Real de Huancabamba, Zona de los Conchucos, Áncash.

Encontrada en Caraz en 1878-79, esta yupana-arqueológica es diferente de la de Chordeleg. El material de construcción es la piedra y el compartimiento central de forma octogonal se sustituye con una forma rectangular; las torres también tienen tres pisos en lugar de dos.

### La yupana del Callejón de Huaylas (Perú)
Una serie de yupana-arqueológica muy diferente del primero fue descrito por Nordenskiöld en 1931. Estas yupanas son de piedra y presentan una serie de compartimentos rectangulares y cuadrados. La torre se compone de dos compartimentos rectangulares. Los compartimentos están dispuestos simétricamente con respecto a la eje de la parte más pequeña del tablero.

### La yupana triangular
Este tipo de yupana, hecha de piedra, tiene 18 compartimientos de forma exclusivamente triangular dispuestos alrededor del tablero. A un lado hay una torre de planta rectangular con un solo piso y tres compartimentos triangulares. En la parte central hay cuatro compartimentos cuadrados, acoplados entre ellos.

### La yupana de Chan Chan (Perú)
Idéntica a la yupana de Chordeleg tanto en el material y la disposición de los compartimentos, esta yupana-arqueológica fue encontrada en el complejo arqueológico de Chan Chan en Perú en 1967.

### La yupana de Carhua de la Bahía
Descubierta en la provincia de Pisco (Perú), son dos tablas de arcilla y hueso. La primera es rectangular (47x32 cm), tiene 22 compartimentos de forma cuadrada (5x5 cm) y tres rectangulares (16x18 cm) y no tiene torres. La segunda yupana-arqueológica es rectangular (32x23 cm) y contiene 22 compartimentos cuadrados, dos en forma de ele (L) y tres rectangulares en el centro. Los compartimentos están dispuestos simétricamente con respecto a la eje del lado más largo.

### La yupana de Huancarcuchu
Descubrimiento de la parte superior del Ecuador por Max Uhle en 1922, esta yupana es hecha de piedra y los compartimentos son dibujados. Tiene la forma de una escalera que consta de 10 rectángulos superpuestos: cuatro en el primer nivel, tres en el segundo, dos en el tercero y una en el cuarto. Esta yupana es la que está más cerca del diseño de Poma de Ayala en Nueva Corónica, aunque tenga una línea en menos y está dibujada por la mitad.

### Teoría de Cinzia Florio sobre las yupanas arqueológicas
C. Florio expone un estudio que no identifica en estos restos arqueológicos una yupana, sino un objeto cuyo nombre se desconoce y que se ha olvidado, que en cambio debe relacionarse con el tocapu (ideograma ya utilizado por las civilizaciones preincaicas) llamado "llave inca" y con la filosofía del yanantin-masintin. La estudiosa llega a estas conclusiones empezando por la falta de testimonios objetivos que reconozcan en este objeto una yupana, idea que sólo se ha afirmado en los años por el reiterarse de esta hipótesis nunca demostrada, y cruzando los datos de los Documentos Miccinelli y los tocapu(s) catalogados por Victoria de la Jara.

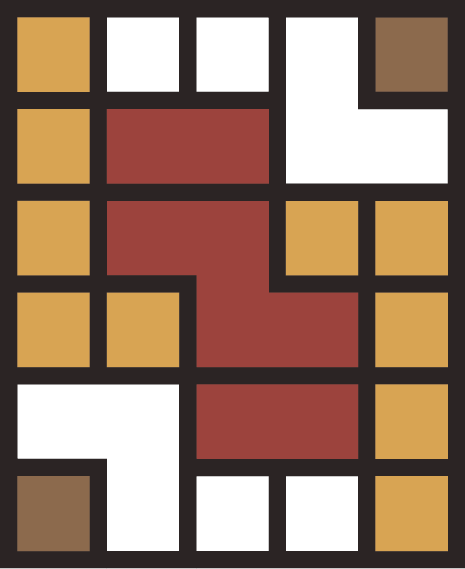
Fig. A - Estructura de una yupana arqueológica de tipo "Chordeleg".Coloración para distinguir los sectores
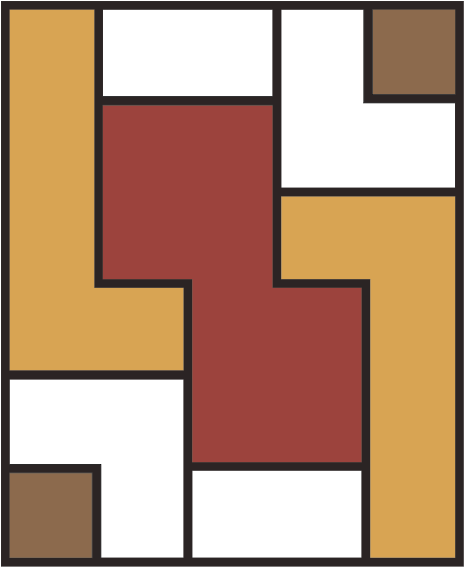
Fig. B - Individuación de un dibujo estereotipado
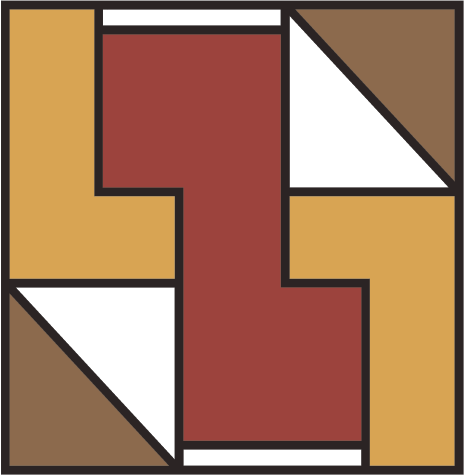
Fig. C - Tocapu realmente existente y catalogado por Victoria de la Jara
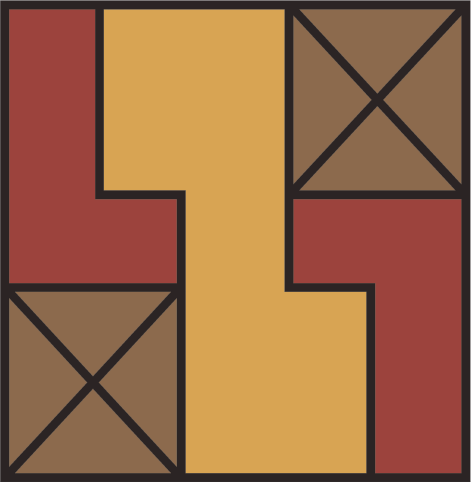
Fig. D - Otro dibujo de tocapu, posible estilización del anterior
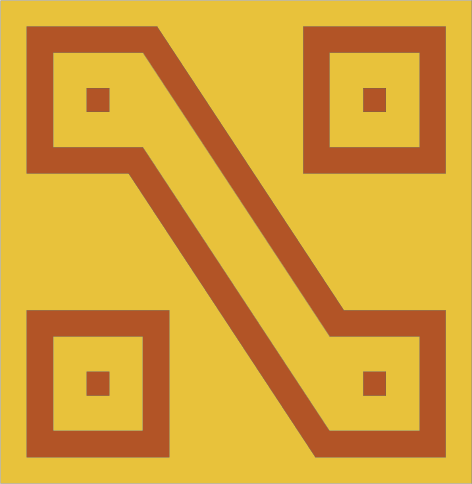
Fig. E - Tocapu llamado "llave Inca"

Suponiendo colorar los sectores de la yupana arqueológica (fig. "A"), Cinzia Florio identifica un diseño (fig. "B") muy parecido a un tocapu realmente existente (fig. "C") y catalogado por Victoria de la Jara.
Además, en el tocapu representado en figura "D", también catalogado por Victoria de la Jara, Florio identifica una evidente estilización del tocapu "C" y el punto inicial para la creación del tocapu "llave inca" (representado en fig. "E").
La estudiosa halla la conexión entre la yupana arqueológica y el tocapu "llave inca" también en su relación con el concepto de dualidad: la estructura de la yupana es evidentemente dual y Blas Valera en "Exul Immeritus Blas Valera populo suo" (uno de los dos Documentos Miccinelli) se refiere al tocapu que llamamos "llave inca" como representación de "fuerzas opuestas" y del "número 2", ellos también conceptos estrictamente relacionados con la idea de dualidad.
Según C. Florio, la verdadera yupana utilizada por los Incas es la de Guáman Poma, pero con un número mayor de columnas y líneas. Guamán Poma sólo habría diseñado la parte de la yupana útil para efectuar un cálculo particular que la misma estudiosa descifra ser una multiplicación (véase más adelante).

## Teorías

### Henry Wassen (1931)
En 1931, Henry Wassen estudió la yupana de Poma de Ayala, proponiendo por primera vez una posible representación de los números en el tablero y las operaciones de adición y multiplicación. El interpretó los círculos blancos como huecos vacíos, tallados en la yupana, en los cuales insertar las semillas, descritas por los cronistas: así hizo corresponder los círculos blancos a huecos vacíos, mientras los círculos negros, serían los mismos huecos llenos de semillas.
El sistema de numeración, según Wassen es posicional a notación de base 10 (en línea con los escritos de los cronistas de Indias). La representación de los números siguió una progresión vertical de manera que las unidades se colocaron en la primera fila de la parte inferior, en la segunda las decenas, en la tercera las centenas, y así sucesivamente. La progresión de los valores de las semillas depende de su posición en la tabla: 1, 5, 15, 30, respectivamente, dependiendo de quién ocupe un hueco en la primera columna, segunda, tercera y cuarta. De acuerdo con la teoría de la Wassen, las operaciones de suma y de producto se llevan a cabo horizontalmente.
Esta teoría recibió muchas críticas debido a la gran complejidad de los cálculos, por lo que se consideró inadecuada y pronto abandonada.
A modo de ejemplo, la tabla siguiente muestra el número 13457.
| \| Potenciaciónes\Valores \| 1 \| 5 \| 15 \| 30 \| \| ---------------------- \| ----- \| --- \| -- \| -- \| \| 104 \| •oooo \| ooo \| oo \| o \| \| 103 \| •••oo \| ooo \| oo \| o \| \| 102 \| ••••o \| ooo \| oo \| o \| \| 101 \| ooooo \| •oo \| oo \| o \| \| 100 \| ••ooo \| •oo \| oo \| o \| Representación de 13457 |       |     |    |    |
| Potenciaciónes\Valores | 1     | 5   | 15 | 30 |
| 104 | •oooo | ooo | oo | o  |
| 103 | •••oo | ooo | oo | o  |
| 102 | ••••o | ooo | oo | o  |
| 101 | ooooo | •oo | oo | o  |
| 100 | ••ooo | •oo | oo | o  |

Esta primera interpretación de yupana de Poma de Ayala fue el punto de partida de las teorías de autores posteriores, hasta el día de hoy. En particular, nadie nunca se apartó del sistema de numeración posicional hasta el 2008.

### Emilio Mendizábal (1976)
Emilio Mendizábal fue el primero en proponer en 1976 que los Incas estaban utilizando, así como el sistema de numeración decimal, también una representación basada en la progresión 1,2,3,5. Mendizabal en la misma publicación señala que la serie de los números 1,2,3 y 5, en el dibujo de Poma de Ayala, son parte de la sucesión de Fibonacci, y destacó la importancia de la "magia" que tenía el número 5 en la civilización del norte de Perú, y el número 8 en las civilizaciones del sur del Perú.

### Radicati di Primeglio (1979)
Carlos Radicati di Primeglio hizo hincapié en la diferencia entre yupanas-arqueológica y la de Poma de Ayala, describiendo también el estado de la investigación y las teorías adelantadas hasta ese tiempo. También propuso los algoritmos para el cálculo de las cuatro operaciones aritméticas básicas para la yupana de Poma de Ayala, de acuerdo con una nueva interpretación para la cual era posible tener hasta nueve semillas en cada cuadro con la progresión vertical para potencias de diez. La elección de Radicati era asociar a cada semilla el valor de 1.
| Potencias\Valores | 1          | 1          | 1          | 1          |
| ----------------- | ---------- | ---------- | ---------- | ---------- |
| 104               | ooooo oooo | ooooo oooo | ooooo oooo | ooooo oooo |
| 103               | ooooo oooo | ooooo oooo | ooooo oooo | ooooo oooo |
| 102               | ooooo oooo | ooooo oooo | ooooo oooo | ooooo oooo |
| 101               | ooooo oooo | ooooo oooo | ooooo oooo | ooooo oooo |
| 100               | ooooo oooo | ooooo oooo | ooooo oooo | ooooo oooo |

La siguiente tabla muestra el número 13457
| \| Potencias\Valores \| 1 \| 1 \| 1 \| 1 \| \| ----------------- \| ---------- \| ---------- \| ---------- \| ---------- \| \| 104 \| •oooo oooo \| ooooo oooo \| ooooo oooo \| ooooo oooo \| \| 103 \| •••oo oooo \| ooooo oooo \| ooooo oooo \| ooooo oooo \| \| 102 \| ••••o oooo \| ooooo oooo \| ooooo oooo \| ooooo oooo \| \| 101 \| ••••• oooo \| ooooo oooo \| ooooo oooo \| ooooo oooo \| \| 100 \| ••••• ••oo \| ooooo oooo \| ooooo oooo \| ooooo oooo \| Representación de 13457 |            |            |            |            |
| Potencias\Valores | 1          | 1          | 1          | 1          |
| 104 | •oooo oooo | ooooo oooo | ooooo oooo | ooooo oooo |
| 103 | •••oo oooo | ooooo oooo | ooooo oooo | ooooo oooo |
| 102 | ••••o oooo | ooooo oooo | ooooo oooo | ooooo oooo |
| 101 | ••••• oooo | ooooo oooo | ooooo oooo | ooooo oooo |
| 100 | ••••• ••oo | ooooo oooo | ooooo oooo | ooooo oooo |

### William Glynn Burns (1981)
El ingeniero textil Inglés William Burns Glynn propuso una solución posicional en base 10 a la yupana de Poma de Ayala.
Glynn, como Radicati, adoptó la misma idea de Wassen de huecos llenos y vacíos, así como la progresión vertical de las potencias de diez, pero propuso una arquitectura que permite simplificar enormemente las operaciones aritméticas.
La progresión horizontal de los valores de las semillas en su representación es 1, 1, 1 para las primeras tres columnas, de modo que en cada línea es posible depositar diez semillas al máximo (5 + 3 + 2 semillas). Diez semillas de cualquier fila es una semilla de la línea superior.
La última columna está dedicada a la memoria, que es un lugar donde usted pueden poner momentáneamente diez semillas, en la espera de pasarlas a la línea superior. Según el autor, esto es muy útil durante las operaciones aritméticas con el fin de reducir la posibilidad de error.
La solución de Glynn se ha adoptado en varios proyectos de enseñanza de todo el mundo, y aún hoy en día algunas de sus variantes se utilizan en algunas escuelas de América del Sur.
En la tabla siguiente se representa el número 13457
| Potenciaciones\Valores | 1     | 1   | 1  | Memoria |
| ---------------------- | ----- | --- | -- | ------- |
| 104                    | •oooo | ooo | oo | o       |
| 103                    | •••oo | ooo | oo | o       |
| 102                    | ••••o | ooo | oo | o       |
| 101                    | ••••• | ooo | oo | o       |
| 100                    | ••••• | ••o | oo | o       |

### Nicolino de Pasquale (2001)
El ingeniero Italiano Nicolino de Pasquale en 2001 propuso una solución posicional de base 40 para la yupana de Poma de Ayala, tomando la teoría de la representación de Fibonacci ya propuesta por Emilio Mendizabal y desarrollándola para las cuatro operaciones.
De Pasquale también adopta una progresión vertical para representar los números por potencias de 40. La representación de los números se basa en el hecho de que la suma de los valores de los círculos en cada fila da como número 39, si cada círculo toma el valor 5 en la primera columna, 3 en la segunda columna, 2 en la tercera y 1 en la cuarta. Es así posible representar 39 números, que unidos al elemento neutro (cero o ausencia de semillas), constituye la base de 40 símbolos necesarios para el sistema de numeración.
Una de las posibles representaciones del número 13.457 en la yupana De Pasquale se muestra en la siguiente tabla:
| Potencias | Valores   | 5     | 3   | 2  | 1 |
| --------- | --------- | ----- | --- | -- | - |
| 404       | 2.650.000 | ooooo | ooo | oo | o |
| 403       | 64.000    | ooooo | ooo | oo | o |
| 402       | 1.600     | •oooo | ooo | •o | • |
| 401       | 40        | ••ooo | ••o | oo | o |
| 400       | 1         | ••ooo | •oo | •• | o |

La teoría de De Pasquale abrió, en los años después de su nacimiento, un debate entre los investigadores que se dividieron principalmente en dos grupos: una de soporte a la base 10 y una de soporte a la base 40. Cabe señalar a este respecto que las crónicas españolas de la época de la conquista de América indicaron que los Incas utilizaban un sistema de numeración decimal y que en 2003 la base 10 se propuso como la base para calcular tanto del ábaco de Inca y del quipu.
De Pasquale propuso recientemente el uso de la yupana como calendario astronómico que se ejecuta en base mixta 36/40 y dio su propia interpretación de la palabra quechua huno, que, según el, se traduce como 0.1. Esta interpretación difiere de la de todos los cronistas de Indias, empezando por Domingo de Santo Tomás, que en 1560 tradujo huno con chunga guaranga (10000).

### Cinzia Florio (2008)
En 2008 Cinzia Florio propone un enfoque alternativo y revolucionario respecto a todas las teorías propuestas hasta ahora, por primera vez nos desviamos del sistema de numeración posicional y adoptamos el aditivo.
Confiando exclusivamente en el diseño de Poma de Ayala, la autora explica la disposición de círculos blancos y negros e interpreta el uso del ábaco como caja multiplicadora en la que el multiplicando se representa en la columna de la derecha, el multiplicador en las dos columnas centrales y el resultado (producto) se muestra en la columna de la izquierda. Consulte la tabla siguiente.
| Producto | Multiplicador | Multiplicador | Multiplicando |
| -------- | ------------- | ------------- | ------------- |
| ooooo    | ooo           | oo            | o             |
| ooooo    | ooo           | oo            | o             |
| ooooo    | ooo           | oo            | o             |
| ooooo    | ooo           | oo            | o             |
| ooooo    | ooo           | oo            | o             |

La teoría se diferencia de todas las anteriores por varios aspectos: en primer lugar, los círculos blancos no serían huecos vacíos que pueden llenarse con una semilla, círculos blancos. Lo círculos blancos y negros serían semillas de diferentes colores representantes, respectivamente, decenas y unidades (esto de acuerdo con el cronista Juan de Velasco).
En segundo lugar, el multiplicando se introduce en la primera columna respetando el sistema de numeración aditivo: las semillas se pueden introducir en cualquier orden y el número representado es el resultado de la suma de los valores de estas semillas.
El multiplicador se representa como la suma de dos términos, ya que el procedimiento para la obtención del Multiplicación se basa en la propiedad distributiva de la multiplicación sobre la suma.
La multiplicación elaborada por Poma de Ayala con esa disposición de las semillas, representan, según la autora, el cálculo 32 x 5, donde el multiplicador 5 se descompone en 3 + 2. La secuencia de los números 1,2,3,5 sería contingente al cálculo hecho y por lo tanto, solo un caso par ningún motivo relacionado con la sucesión de Fibonacci.
| \| Producto \| Multiplicador \| Multiplicador \| Multiplicando \| \| \| 3X \| 2X \| \| \| -------- \| ------------- \| ------------- \| ------------- \| \| ooo•• \| oo• \| •• \| o \| \| oooo• \| oo• \| oo \| • \| \| ••••• \| ooo \| o• \| o \| \| oooo• \| oo• \| o• \| o \| \| ooo•• \| ••• \| oo \| • \| \| 151(160) \| 96 \| 64 \| 32 \| Leyenda: o = 10; • = 1; La operación representada es: 32 x 5 = 32 x ( 2 + 3 ) = (32 x 2 )+ (32 x 3 ) = 64 + 96= 160 |               |               |               |
| Producto | Multiplicador | Multiplicador | Multiplicando |
| | 3X            | 2X            |               |
| ooo•• | oo•           | ••            | o             |
| oooo• | oo•           | oo            | •             |
| ••••• | ooo           | o•            | o             |
| oooo• | oo•           | o•            | o             |
| ooo•• | •••           | oo            | •             |
| 151(160) | 96            | 64            | 32            |

Los números representados en las columnas son, de izquierda a derecha:
- 32 que es el multiplicando (columna derecha);
- 64 = 32 x 2 y 96 = 32 x 3, que en conjunto constituyen el multiplicando ya multiplicado por los dos factores (2 y 3) en los que el multiplicador se ha desglosado (columnas cAndrés Chirinos (2010)entrales);
- 151 producto (columna izquierda), o sea la suma de las dos columnas centrales (64+96).

En este último número (errado) se basan todas las posibles críticas a esta interpretación, ya que 151 no es, obviamente, la suma de 96 y 64. Florio, sin embargo, señala que un error de parte de Poma de Ayala, en el diseño de un círculo negro en lugar de uno blanco, habría sido posible. En este caso, cambiando simplemente un círculo negro con uno blanco en la última columna, se obtiene el número 160, que es exactamente el producto buscado como la suma de las cantidades presentes en las columnas centrales.
Con una yupana como la que ha diseñado Poma de Ayala, no se pueden representar todos los multiplicandos, pero es necesario ampliar la yupana en vertical para representar los números cuya suma de dígitos excede el número 5. Lo mismo va para los multiplicadores: para representar todos los números es necesarios extender el número de columnas.
Cabe subrayar que esta interpretación, aparte del supuesto error de cálculo (o error de representación hecho por el diseñador), es la única que identifica en la yupana de Poma de Ayala un mensaje matemático consistente (multiplicación) y no una serie de números aleatorios como en otras interpretaciones.

### Andrés Chirinos (2010)
En octubre de 2010, el investigador peruano Andrés Chirinos con el apoyo de la Agencia Española de Cooperación Internacional para el Desarrollo (AECID), revisando dibujos y descripciones antiguas del cronista indígena Guaman Poma de Ayala, descifró finalmente el acertijo de la Yupana que básicamente es una tabla con once agujeros, que el denomina "calculadora prehispánica" y es capaz de sumar, restar, multiplicar y dividir, lo cual le hace tener esperanzas en descubrir finalmente como funcionaban los quipus.

### Dhavit Prem (2014,2016)
El Ingeniero de Sistemas e investigador cusqueño Dhavit Prem junto con la Asociación Yupanki, publicó el libro "Yupana Inka - Decodificando la matemática Inka" en el cual introduce el Método Tawa Pukllay (del quechua "Los 4 Juegos"), el cual se presentó en la Biblioteca Nacional del Perú el 9 de agosto de 2017 y se caracteriza por presentar una propuesta innovadora y lúdica para la solución de operaciones aritméticas, que a diferencia de anteriores propuestas de manejo de la yupana no utiliza los tradicionales cálculos numéricos, sino que utiliza una técnica basada en el reconocimiento de patrones y movimientos realizable en paralelo. En el 2020, Wolfram Research y Overdeck Family Foundation publican en el sitio web "History of Mathematics" en conjunto con el National Museum of Mathematics MoMath de Nueva York el enfoque propuesto por este innovador método que implica un nuevo paradigma incluso dentro de la aritmética tradicional indo-arábiga. En diciembre de 2022 se presentó las pruebas algebraicas de la validez matemática de Yupana Inka Tawa Pukllay (YITP) así como sus teoremas matemáticos en el Congreso Internacional "CFMAI 2023 - Frontiers of Mathematics and Artificial Intelligence" en Beijing, China, recibiendo el Outstanding Oral Presentation Award y publicándose posteriormente en la IEEE el artículo científico "Tawa Pukllay Proof: New Method for Solving Arithmetic Operations with The Inca Yupana Using Pattern Recognition and Parallelism" (doi: 10.1109/FAIML57028.2022.00048)

### Cronistas de Indias
- Poma de Ayala - El Primer Nueva Corónica y Buen Gobierno
- José De Acosta - Historia natural y moral de las indias
- Velasco - Historia del Reino de Quito del América del Sur

### Genéricos
- (en inglés) Gildorf - Etnomatemáticas de los Inkas
- (en inglés) Heliane Seline - La matemática a través de las culturas
- (en inglés) O'Connor & Robertson - Matemática de los Incas
- Manual de tk-yupana - Un emulador del Ábaco de los Incas

### Teoría de Wassen y yupana-arqueológica
- Radicati di Primeglio - El sistema contable de los Incas: Yupana y Quipu

### Teoría de Glynn Burns y Proyectos Educativos
- Mora & Valero - La Yupana como herramienta pedagógica en la primaria
- (en inglés) Leonard & Shakiban - The Incan Abacus Archivado el 4 de diciembre de 2013 en Wayback Machine.
- (en italiano) Fiorentino - La yupana elettronica: un instrumento para la didáctica intercultural de la matemática Archivado el 15 de diciembre de 2013 en Wayback Machine.

### Teoría de De Pasquale
- (en italiano) Università Bocconi di Milano - La Matemática nelle civiltà pre-colombiane
- (en inglés) Incan counting system as easy as 1,2,3,5 - di Rossella Lorenzi
- (en italiano) Notizie sulla numerazione Inca e sulla yupana
- (en italiano) Un italiano scopre l'enigma della matemática inca
- (en italiano) Il Sole 24 Ore Domenica 10 Novembre 2002 – N. 308 – Página 35 - di Antonio Aimi - SCIENZA E FILOSOFIA Matemática precolombiana Scoperto il metodo di calcolo degli Inca
- (en italiano) L'unione Sarda - I numeri della natura nella scacchiera degli Inca - di Andrea Mameli

### Teoría de C. Florio
- Florio - Encuentros y Desencuentros en la identificación de unarelación matemática en la yupana de Guaman Poma de Ayala

- Datos: Q2458086
- Multimedia: Yupana / Q2458086